# Hinotori

Sonda Hinotori

Hinotori (jap. 火の鳥 nebo ひのとり, ohnivý pták) je japonský satelit, vypuštěný organizací ISAS na výzkum rentgenového záření ze Slunce. 

## Základní údaje
Nesl  spektrometr s vysokým rozlišením pro zkoumání záření s delšími vlnovými délkami, těžké přístroje na fotografování energetických záblesků slunce s energiemi od 10 do 40 keV. Hinotori znamená v překladu Fénix a před startem měl pracovní název ASTRO-A. Byl vypuštěn z kosmodromu Kagošimy 21. února 1981 na oběžnou dráhu s perigeem 571 km, apogeem 638 km, sklonem 31,3 ° a oběžnou dobou 94,6 min., hmotnost satelitu 188kg.